# 但馬三大祭り

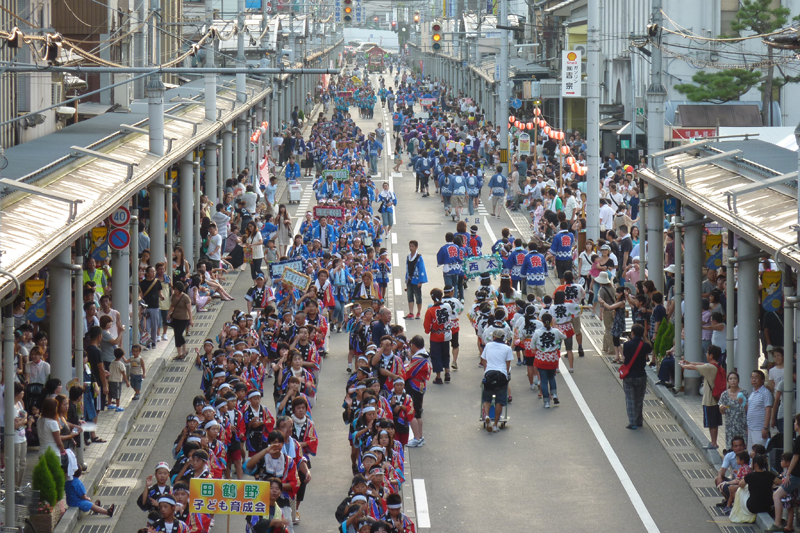
柳まつり（子供連による豊岡おどり）

但馬三大祭り（たじまさんだいまつり）とは、兵庫県北部の但馬地域における大きな祭りの総称である。

## 概要
どれを但馬三大祭とするかは諸説ある。
神戸新聞の調査では、出石初午大祭（豊岡市）、柳まつり（豊岡市）、和田山地蔵祭（朝来市）、川下大祭（新温泉町）、お走りさん（養父市）などが挙げられている。
また、三たん地方開発促進協議会や情報サイトなどでは、和田山地蔵祭と川下祭りで但馬三大祭のひとつであることが言及されている
。
なお、但馬検定（但馬地域のご当地検定）のテキストブックには、「柳まつり（豊岡市）」、「川下祭り（新温泉町）」、「地蔵祭り（朝来市和田山町）」は、一般的に但馬の三大祭りと呼ばれるとの記載があり、これらの祭りを但馬の三大祭りとする見方が有力である。

## 関連記事
- 但馬国
- 出石初午大祭
- お走りさん
- 川下大祭
- 柳まつり
- 和田山地蔵祭